# 西瀬戸マリンパートナーズ
株式会社西瀬戸マリンパートナーズ（にしせとマリンパートナーズ）は、愛媛県今治市大正町に本社を置く企業。

## 概要
愛媛銀行と山口フィナンシャルグループが共同出資で設立した。両社は2020年1月に業務提携し、「西瀬戸パートナーシップ協定」を締結。パートナーシップ協定の一環として債権回収会社（にしせと地域共創債権回収）を共同で設立しており、両社での共同出資会社は2社目。
船舶融資業務に詳しい社員が銀行の関連業務の高度化支援や人材育成、産業調査などを担う他、情報通信サービスやイベント運営支援などによる海事産業事業者の交流促進を目的としている。将来は船舶融資に参入する金融機関向けのシステムの外販なども模索している。

## 事業
シップファイナンス業務の高度化支援
- シップファイナンス分野におけるDXを推進する業務
- シップファイナンス人材を育成する業務
- 産業調査業務
- その他シップファイナンス業務高度化に資する業務

海事産業事業者の交流促進
- 情報発信サービスを提供する業務
- 交流会等の海事イベント運営支援業務